# Amazonides rufulana
Amazonides rufulana là một loài bướm đêm trong họ Noctuidae.